# Echinochloa colonum
Echinochloa colonum é uma espécie de planta com flor pertencente à família Poaceae. 
A autoridade científica da espécie é (L.) Link, tendo sido publicada em Hortus Regius Botanicus Berolinensis 2: 209. 1833.

## Portugal
Trata-se de uma espécie presente no território português, nomeadamente em Portugal Continental, no Arquipélago dos Açores e no Arquipélago da Madeira.
Em termos de naturalidade é introduzida nas três regiões atrás referidas.

## Protecção
Não se encontra protegida por legislação portuguesa ou da Comunidade Europeia.